# Streptocephalus kargesi
Streptocephalus kargesi är en kräftdjursart som beskrevs av Spicer 1985. Streptocephalus kargesi ingår i släktet Streptocephalus och familjen Streptocephalidae. IUCN kategoriserar arten globalt som otillräckligt studerad. Inga underarter finns listade i Catalogue of Life.